# Melasina stabularia
Melasina stabularia är en fjärilsart som beskrevs av Edward Meyrick 1908. Melasina stabularia ingår i släktet Melasina och familjen säckspinnare. Inga underarter finns listade i Catalogue of Life.